# 七星岗 (广州市)

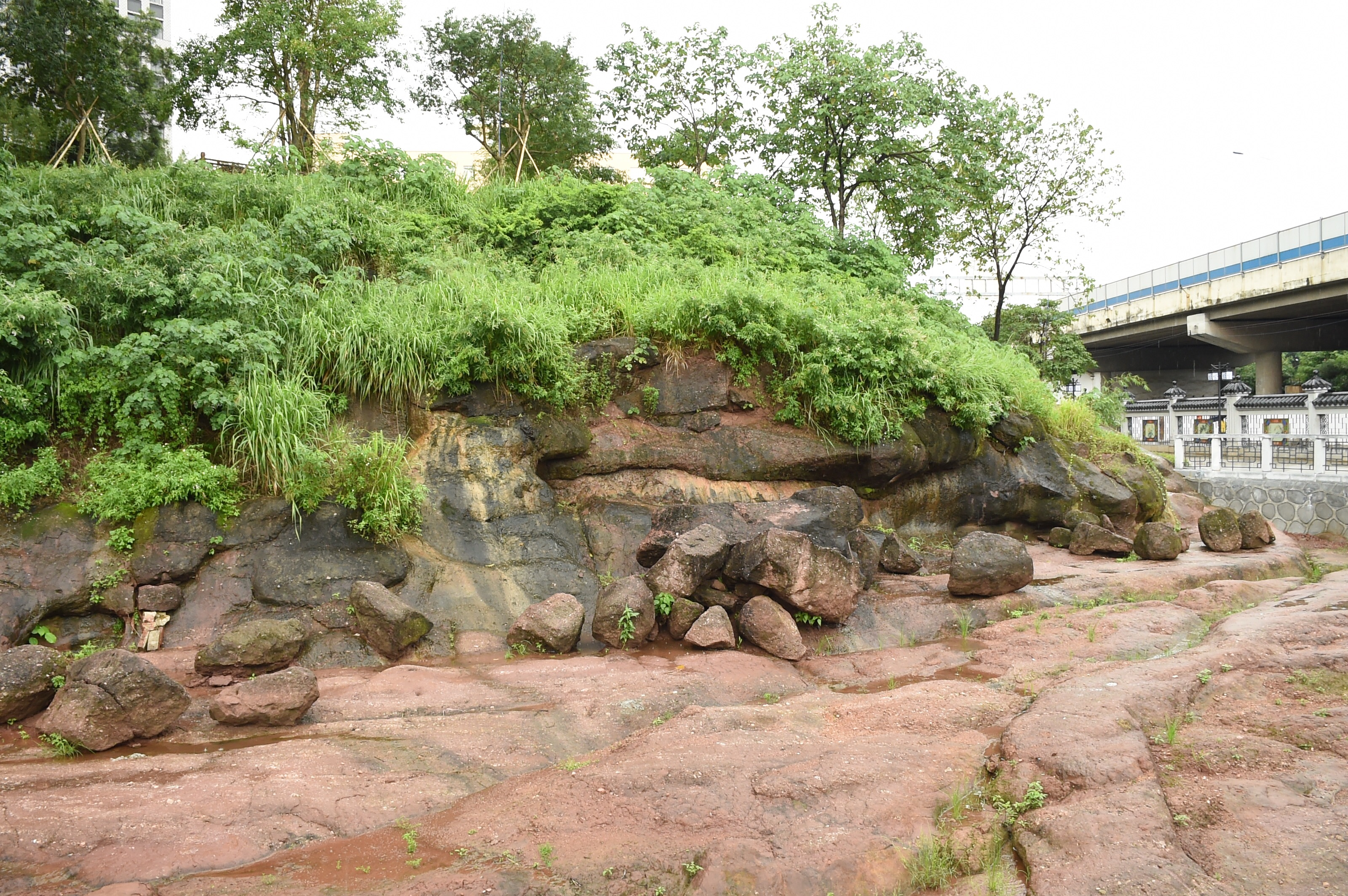

七星岗位于中华人民共和国广州市海珠区新港中路东段南侧，呈西北至东南向排列，长约2,000米，宽400至800米，一列岗地排列类似北斗七星，因此得名。
全岗由白垩纪红色砂砾岩构成，岩层向东北倾斜，其南端保存有形成于6000年前的海蚀地貌。海蚀崖呈额状突出，高约2米。海蚀平台宽6米，高出今海平面约1.93米，为切平构造地面，岩层倾斜15度。岩下有一连串海水冲蚀成的海蚀瓯穴，这就是七星岗古海岸遗址。它是地理学家吴尚时在1937年发现的，1982年被列为市级文物保护单位。它也是世界上少数深入内陆的古海岸遗址之一。

## 现状
现时，七星岗已建成“广州七星岗古海岸遗址科学公园”，于2018年7月4日开放一期，2020年6月1日开放二期。